# Vlag van Oud Beets

Vlag van Oud Beets

De vlag van Oud Beets is de vlag van de Nederlandse buurtschap Oud Beets, in de Friese gemeente Opsterland. De vlag werd in 2000 geregistreerd. Het ontwerp van de vlag is van de hand van de heer Jelle Terluin.

## Beschrijving
De beschrijving van de vlag is als volgt:
Linksschuin in vieren van rood, geel, groen en geel, waarvan de eerste deellijn loopt van de broekhoek tot aan 2/3 van de onderzijde tot de vluchttop en de derde deellijn van 2/3 van de onderzijde van de helft van de vluchtzijde; op het rood een gele lelie van 3/5 vlaghoogte.
De kleuren zijn afkomstig van het dorpswapen.

## Symboliek

Gouden en groene banen: verwijzen naar het grondgebruik en de verkaveling van Oud Beets. Het goud verwijst naar de zandgrond en graan. Het groen duidt op de graslanden.
- Rood veld: ontleend aan de wapens van de plaatselijke vooraanstaande families waarbij rood een dominante kleur is. Dit is onder meer het geval bij de families Fockens, Lycklama à Nijeholt, Van Lynden en Van Boelens. De golvende rand verwijst naar het deel Beets in de plaatsnaam wat duidt op een beek. Dit betreft het Koningsdiep.[3]
- Gouden fleurs de lis: duidt op de belangrijke positie die het dorp innam. In het wapen van Oud Beets zijn de lelies ontleend aan het wapen van de familie Lycklama à Nijeholt. Tevens is de lis een plant die in het gebied rond Oud Beets veel voorkomt.[3]